# Invazia aliată în Sicilia
Invazia Aliaților în Sicilia, cu numele de cod Operațiunea Husky, a fost o campanie majoră a celui de-al Doilea Război Mondial, în care Aliații au ocupat insula Sicilia, învingând puterile Axei (Italia și Germania Nazistă). A fost o mare operațiune aeriană și amfibie,  urmată de o campanie terestră de șase săptămâni, și a reprezentat începutul Campaniei din Italia.
Operațiunea Husky a început în noaptea de 9/10 iulie 1943 și s-a încheiat pe 17 august. Strategic, operațiunea și-a atins obiectivele stabilite de către comandanții militari aliați; Aliații au alungat forțele terestre, navale și aeriene ale Axei de pe insulă și culoarele maritime ale Mării Mediterane au fost deschise pentru navele comerciale aliate pentru prima dată din 1941. Liderul italian, Benito Mussolini, a fost răsturnat de la putere în Italia și s-a deschis calea către invazia Aliaților în Italia. Liderul german, Adolf Hitler, „a anulat o ofensivă majoră la Kursk, după numai o săptămână, în parte pentru a transfera forțe militare către Italia”, cauzând o reducere a forței militare germane pe Frontul de Est.

## Context

### Aliații
Planul pentru Operațiunea Husky necesita un asalt amfibiu al Siciliei de către cele două armate aliate, o debarcare pe coasta de sud-est și alta pe coasta central-sudică. Atacurile amfibii urmau să fie susținute de focuri intense de pe navele de război, precum și de bombardamente tactice ale forțelor aeriene. Ca atare, operațiunea a necesitat o structură de comandă complexă, din care făceau parte comandanții forțelor terestre, navale și aeriene. Comandantul suprem era generalul american Dwight D. Eisenhower, în calitate de comandant-șef (C-in-C) al tuturor forțelor aliate din Africa de Nord. Generalul britanic Sir Harold Alexander acționat ca adjunct al comandantului suprem și comandant al Grupului de Armate 15. Generalul-maior american Walter Bedell Smith a fost numit în funcția de șef al Statului Major al lui Eisenhower. Comandantul suprem al forțelor navale a fost amiralul britanic Sir Andrew Cunningham.
Forțele terestre aliate erau formate din unități militare americane, britanice și canadiene și au fost structurate ca două forțe operative distincte. Eastern Task Force (cunoscută, de asemenea, sub numele de Task Force 545), comandată de generalul Sir Bernard Montgomery, era formată din Armata a 8-a Britanică (care includea Divizia 1 Infanterie Canadiană). Western Task Force (Task Force 343), comandată de generalul-locotenent George S. Patton, era formată din Armata a 7-a Americană. Cei doi comandanți trebuiau să-i raporteze generalului Alexander, comandantul Grupului de Armate 15.

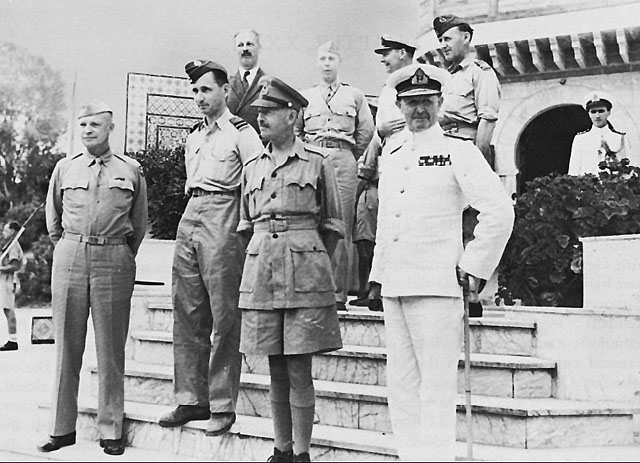
Comandanții aliați ai Campaniei din Sicilia. Generalul Dwight D. Eisenhower se întâlnește în Africa de Nord cu (în prim-plan, de la stânga la dreapta): mareșalul de aviație Sir Arthur Tedder, generalul Sir Harold Alexander, amiralul Sir Andrew Cunningham, și cu (în rândul de sus): Dl Harold Macmillan, generalul maior Walter Bedell Smith, plus alți ofițeri britanici neidentificați.

Armata a 7-a Americană era formată inițial din trei divizii de infanterie, organizate în Corpul al II-lea, comandat de generalul Omar Bradley. Diviziile de Infanterie 1 și 3, comandate de generalii maiori Terry Allen și respectiv Lucian Truscott, au navigat din porturile Tunisiei, în timp ce Divizia 45 Infanterie, condusă de generalul maior Troy H. Middleton, a plecat din Statele Unite ale Americii, via Oran, către Algeria. Divizia 2 Blindate, condusă de generalul maior Hugh Joseph Gaffey, care a pornit, de asemenea, de la Oran, trebuia să fie o unitate de rezervă pregătită de luptă dacă ar fi fost necesar. Pe 15 iulie, Patton a reorganizat armata sa în două corpuri, prin crearea unui nou Corp Provizoriu, comandat de adjunctul său, generalul maior Geoffrey Keyes.
Armata a 8-a Britanică era formată din patru divizii de infanterie și o brigadă independentă de infanterie organizate în Corpul XIII, comandat de generalul-locotenent Sir Miles Dempsey, și Corpul XXX, comandat de generalul-locotenent Sir Oliver Leese. Cele două divizii ale Corpului XIII, diviziile de infanterie 5 și 50 (Northumbria), comandate de generalii maiori Horatio Berney-Ficklin și Sidney Kirkman, au plecat din orașul egiptean Suez. Formațiunile Corpului XXX au plecat din mai multe porturi: Divizia 1 Infanterie Canadiană, condusă de generalul maior Guy Simonds, a plecat din Marea Britanie, Divizia 51 (Highland) Infanterie, comandată de generalul marior Douglas Wimberley, din Tunisia și din Malta, și Brigada 231 Infanterie din Suez.
Divizia 1 de Infanterie Canadiană a fost inclusă în Operațiunea Husky la insistența primului ministru canadian, William Mackenzie King, și a Cartierului Militar Canadian din Marea Britanie. Această cerere a fost aprobată de către britanici, care au decis introducerea în luptă a diviziei canadiene în locul Diviziei 3 Infanterie Britanică. Schimbarea a devenit efectivă abia în data de 27 aprilie 1943, când generalul-locotenent Andrew McNaughton, ce comanda atunci Armata 1 Canadiană în Marea Britanie, a considerat că Operațiunea Husky a devenit o operațiune militară viabilă și a fost de acord să detașeze Divizia 1 Infanterie și Brigada 1 Tancuri. Divizia Red Patch a fost atașată Corpului XXX comandat de Leese, făcând astfel parte din Armata a 8-a Britanică.
La momentul începerii Operațiunii Husky, forțele aeriene Aliate din Africa de Nord și Marea Mediterană erau organizate în Comandamentul Aerian Mediteranean (MAC) dirijat de mareșalul de aviație Sir Arthur Tedder. Principala forță subordonată a MAC era Forțele Aeriene din Africa de Nord-Vest (NAAF), aflate sub comanda generalului locotenent Carl Spaatz, cu sediul în Tunisia. NAAF era alcătuită din două unități americane (Forța Aeriană 9, Forța Aeriană 12) și din Royal Air Force (RAF), care furniza în principal sprijin aerian pentru operațiuni. Alte grupuri ale Forței Aeriene 9, comandate de generalul locotenent Lewis H. Brereton, operau în Tunisia și Egipt, iar Air H.Q. Malta, sub comanda vicemareșalului de aviație Sir Keith Park, operau de pe insula Malta și ofereau, de asemenea, sprijin aerian.

### Forțele Axei

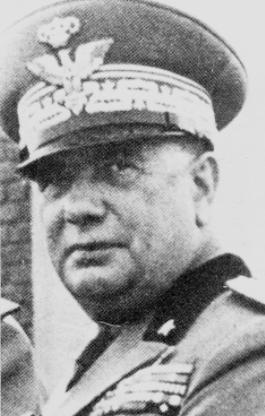
Generalul Alfredo Guzzoni, comandantul suprem al forțelor italo-germane aflate în Sicilia.

Insula era apărată de două corpuri ale Armatei a 6-a Italiene conduse de generalul Alfredo Guzzoni, deși zonele întărite speciale aflate în jurul principalelor porturi (Piazze Militari Marittime) erau comandate de amirali subordonați Comandamentelui Navale, ce acționa independent de Armata a 6-a. La începutul lunii iulie, forțele Axei din Sicilia erau formate din aproximativ 200.000 de militari italieni, din 32.000 de militari din Forțele Terestre Germane și din 30.000 de militari ai Luftwaffe. Principalele formațiuni militare germane erau Divizia Panzer Hermann Göring și Divizia 15-Panzergrenadier. Divizia Panzer avea 99 de tancuri organizate în două batalioane, dar o infanterie redusă (doar trei batalioane), în timp ce Divizia 15 Panzergrenadier avea trei regimente de grenadieri și un batalion cu 60 de tancuri. Aproximativ jumătate din trupele italiene erau formate din patru divizii de infanterie, în timp ce restul erau trupe de sprijin sau divizii și brigăzi de coastă. Planul de apărare al lui Guzzoni era să formeze o linie de apărare care să facă față invaziei și să obțină timp pentru ca diviziile din spate să poată interveni.

#### Operații pregătitoare
Odată ce forțele Axei au fost înfrânte în Tunisia, forțele aliate au început bombardamente strategice asupra principalelor aerodromuri din Sardinia, Sicilia și sudul Italiei, asupra țintelor industriale din sudul Italiei și a porturilor Napoli, Messina, Palermo și Cagliari (în Sardinia). Atacurile aveau sarcina de a menține incertitudinea cu privire la următoarea mișcare aliată, pentru a ține avioanele Axei cât mai departe de Sicilia. S-au întețit bombardamentele efectuate asupra nordului Italiei (cu avioane din Marea Britanie) și Greciei (cu aeronave din Orientul Mijlociu).  De la 3 iulie, bombardamentele s-au concentrat asupra aerodromurilor siciliene și a comunicațiilor Axei cu Italia, neatacând forțele militare însărcinate cu apărarea plajelor pentru a păstra surpriza în legătură cu locul în care se va efectua debarcarea. În 10 iulie, doar două aerodromuri din Sicilia au rămas pe deplin operaționale și peste jumătate din aeronavele Axei au fost forțate să părăsească insula. Între mijlocul lunii mai și ziua invaziei s-au realizat 42.227 de curse aeriene aliate și au fost distruse 323 de aeronave germane și 105 italiene, fiind pierdute 250 de aeronave, mai ales din cauza focului antiaerian lansat deasupra Siciliei.
Operațiunile au început în luna mai împotriva micii insule Pantelleria, la aproximativ 110 km sud-vest de Sicilia și la 240 km nord-vest de Malta, pentru a împiedica utilizarea aerodromului de către forțele militare ale Axei care încercau să se retragă ordonat din Africa de Nord. Pe 13 și 31 mai, crucișătorul Orion a bombardat insula, iar începând din 6 iunie atacurile aliate s-au întețit. La 11 iunie, după un bombardament naval și o aterizare maritimă efectuate de către Divizia 1 Infanterie Britanică (Operațiunea Tirbușon), garnizoana insulei s-a predat. Insulele Pelagie Lampedusa și Linosa, aflate la aproximativ 140 km vest de Malta, au fost atacate în scurt timp, pe 12 iunie.

#### Sediul Cartierului Militar

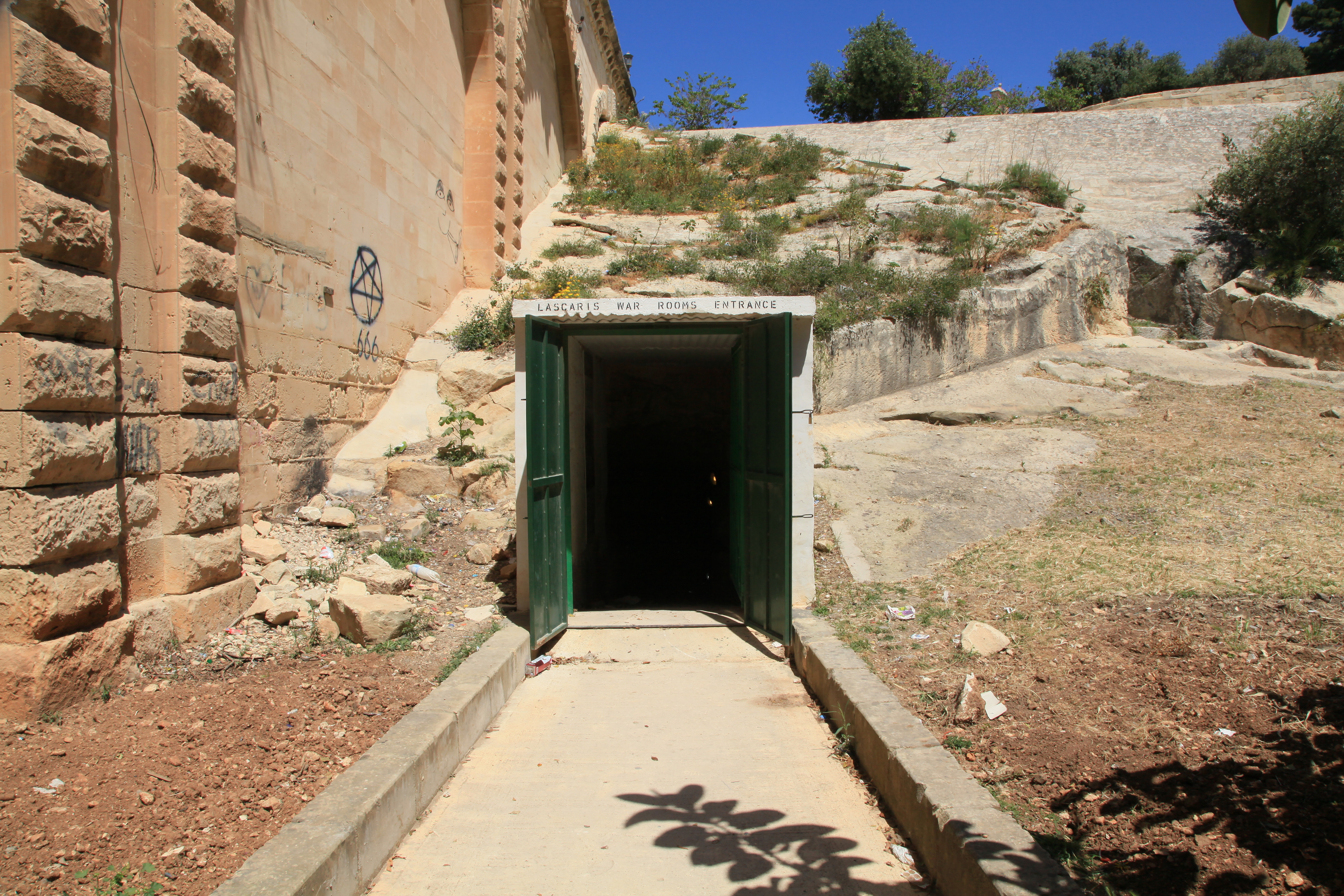
Camerele de Război de sub Fortul Lascaris.

Aliații au folosit rețeaua de tuneluri și încăperi subterane situate sub Fortul Lascaris din Valletta, Malta („Camerele de război Lascaris”) ca sediu al Cartierului Militar care a coordonat invadarea Siciliei. În iulie 1943, generalul Eisenhower, amiralul Cunningham, generalul Montgomery și mareșalul de aviație Tedder au ocupat camerele de război. Anterior, camerele de război îndepliniseră funcția de sediu al Comandamentului Britanic pentru apărarea Maltei.

## Bătălia

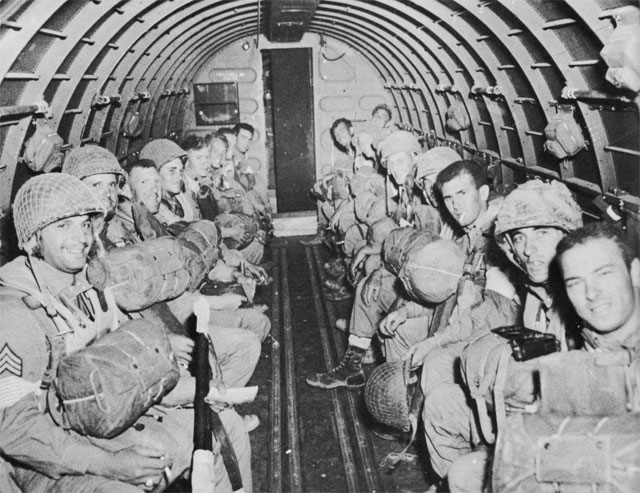
Parașutiștii americani din Regimentul 504 Infanterie pregătiți să aterizeze în Sicilia, iulie 1943.

În sectorul american, în dimineața zilei de 10 iulie a fost capturat portul Licata. Pe 11 iulie, Patton a ordonat trupelor sale de parașutiști din Regimentul 504 Infanterie (fără cei din Batalionul 3 care se aflau deja în Sicilia, atașați Regimentului 505) comandate de colonelul Reuben Tucker, care făcea parte din Divizia 82 Aeropurtată comandată de generalul maior Matthew Ridgway, să fie lansate în Sicilia și să consolideze zona centrală. Alături de Regimentul 504 trebuiau să se afle Batalionul 376 Artilerie Aeropurtată, Compania „C” a Batalionului 307 Geniu Aeropurtat și alte unități de sprijin. Au fost emise ordine de avertizare pentru flotă și trupele pe 6, 7, 10 și 11 iulie, cu privire la traseul planificat și programul lansărilor, pentru ca aeronavele să nu fie atacate de artileria antiaeriană a forțelor aliate. Parașutiștii urmau să fie lansați la est de Ponte Olivo, la aproximativ 8 km de Gela, pentru a bloca drumurile către capul de pod al Diviziei 1 de la Gela.

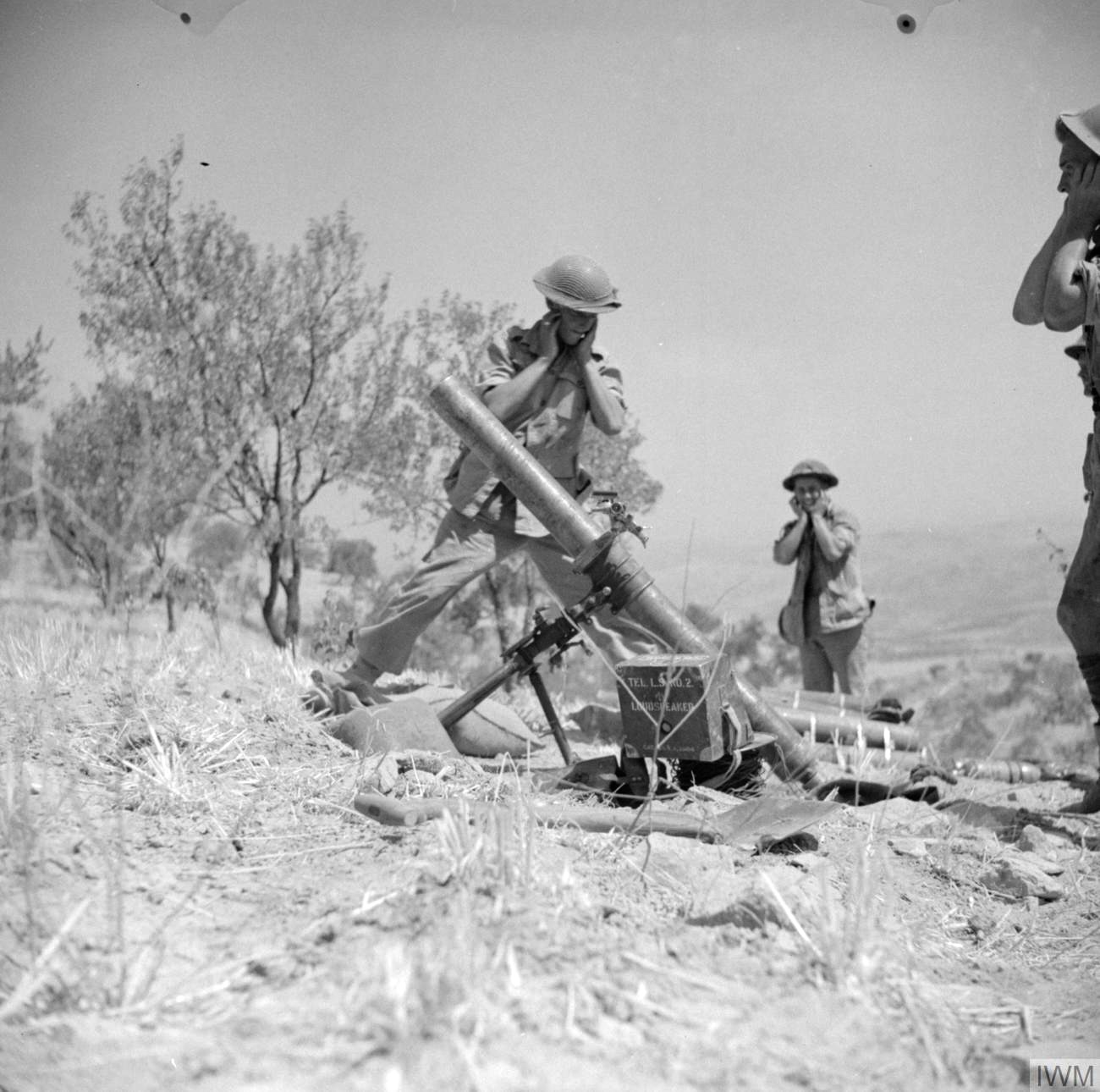
Mortier de 4.2-inch al Batalionului 1, Regimentul Kensington (Prințesa Louise), Divizia 78 Infanterie Britanică, în acțiune în apropiere de Adrano, 6 august 1943.

Patton își reorganizase forțele în două corpuri. În data de 17 iulie Corpul Provizoriu, comandat de generalul maior Geoffrey Keyes și format din Divizia 2 Blindate, Divizia 3 Infanterie și Divizia 82 Aeropurtată, a înaintat pe partea stângă și a capturat localitățile Porto Empedocle și Agrigento, iar Corpul II, comandat de generalul locotenent Omar Bradley, a înaintat pe partea dreaptă și a ocupat Caltanissetta pe 18 iulie, în apropiere de Drumul Național 121, principala axă rutieră est–vest ce trece prin centrul Siciliei. Înaintarea americană către Agrigento a fost temporar susținută de către Divizia 207 de Apărare Costală care se afla la stația feroviară Sant'Oliva, la 6 km nord de Licata, iar Regimentul 10 Bersaglieri (col. Fabrizio Storti) a forțat batalioanele de rangeri 1 și 3 ale colonelului William O. Darby din cadrul Diviziei 3 Infanterie să lupte pe drumul lor în Agrigento. În după-amiaza zilei de 16 iulie, orașul era în mâinile americanilor.

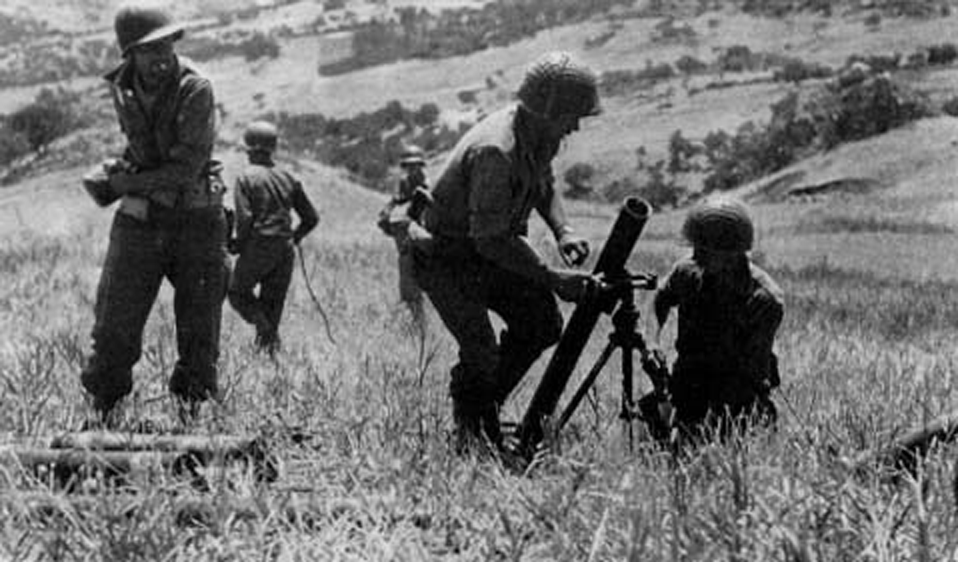
Focul mortierelor americane de 81mm a sprijinit înaintarea Armatei a 7-a către Palermo.

Divizia 15 Panzergrenadier a reușit să se alăture celorlalte unități germane din partea de est a insulei și Patton a ordonat armatei sale pe 18 iulie să împingă trupele germane către nord prin localitatea Petralia de pe Drumul Național 120, următoarea axă est–vest, și apoi să taie drumul de pe coasta nordică. După aceea, urma eliberarea completă a părții de vest a insulei. Corpul II al lui Bradley a primit sarcina de a se deplasa către nord, în timp ce Corpul Provizoriu a fost însărcinat cu operația de eliberare a părții de vest a Siciliei. Alexander a ordonat armatei lui Patton să se deplaseze către est odată ce va ajunge la drumul de pe coasta nordică a insulei. Patton urmărea, de asemenea, capturarea orașului Palermo cât mai repede posibil, cu scopul de a crea o bază principală de aprovizionare care să-i faciliteze ducerea la bun sfârșit a angajamentului de deplasare către est, la nord de Muntele Etna. Pe 21 iulie, Corpul Provizoriu al Armatei a 7-a a învins în luptă Raggruppamento Schreiber și mai multe batalioane ale diviziilor Aosta și Assietta au protejat retragerea italiană, dar Patton a pierdut 300 de militari care au fost uciși sau răniți. Pe 22 iulie, Corpul Provizoriu a intrat în Palermo și a doua zi Divizia 45 a atins șoseaua de pe coasta nordică.

## Victime

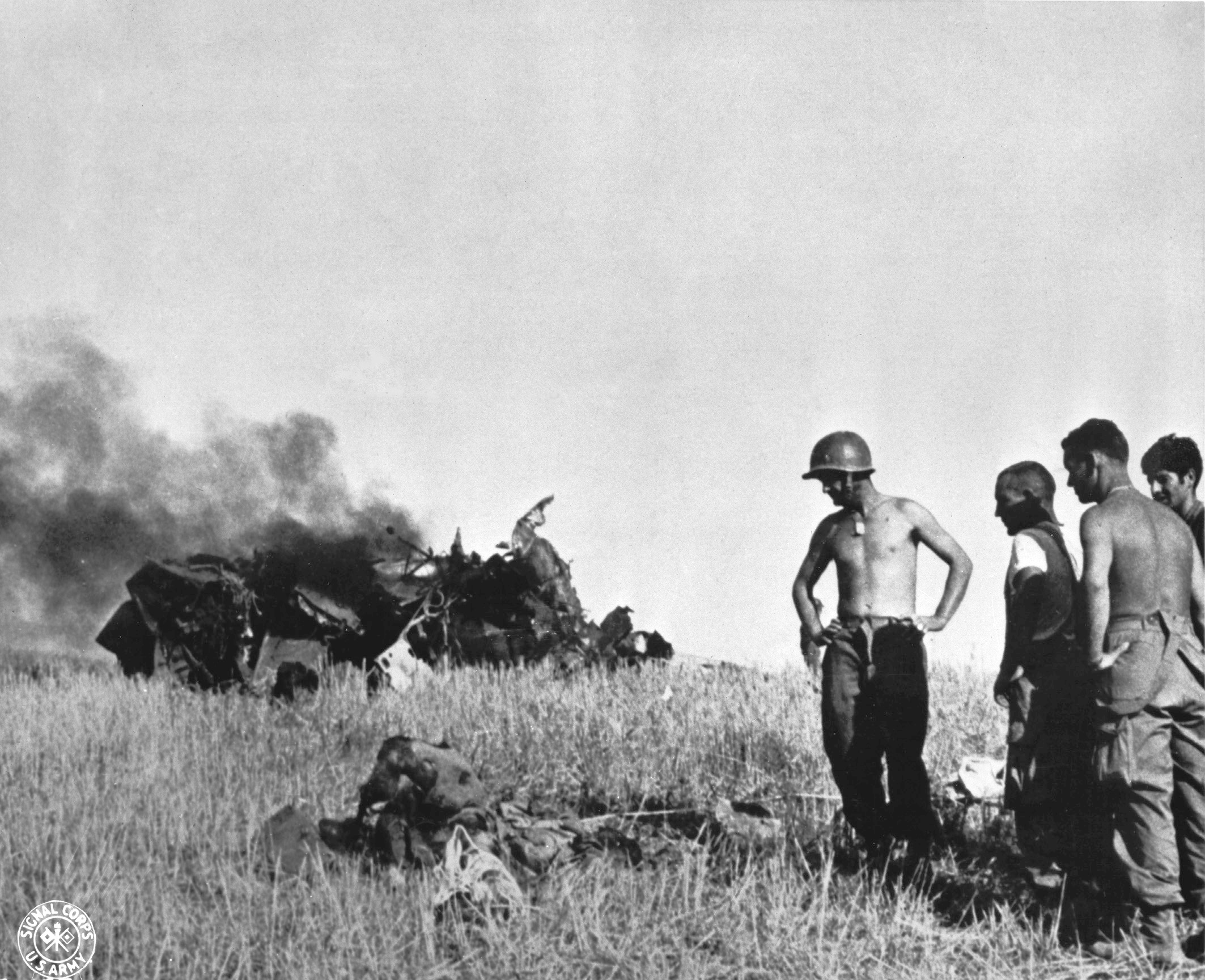
Soldați americani uitându-se la un pilot german mort și la aeronava sa distrusă lângă Gela, Sicilia pe 12 iulie 1943.

Armata a 7-a Americană a pierdut 8.781 de militari (2.237 uciși sau dispăruți, 5.946 răniți și 598 de prizonieri), în timp ce Armata a 8-a Britanică a avut 11.843 victime (2.062 uciși sau dispăruți, 7.137 răniți și 2.644 capturați). U.S. Navy a avut 546 de militari uciși sau dispăruți și 484 de răniți, iar Royal Navy a avut 314 militari uciși sau dispăruți, 411 răniți și 4 prizonieri. USAAF a raportat 28 de morți, 88 de dispăruți și 41 de răniți. Forțele canadiene au suferit 2.310 pierderi umane, dintre care 562 de morți, 1664 de răniți și 84 de prizonieri.
În 2007, Samuel W. Mitcham și Friederich von Stauffenberg au scris că unitățile germane au pierdut aproximativ 20.000 de oameni care au fost uciși, răniți sau capturați și în Germany and the Second World War (2007) Messerschmidt et al. a raportat că forțele germane au avut 4.325 de militari uciși, 4.583 de dispăruți, 5.532 prizonieri și 13.500 de răniți, adică un total de 27.940 de victime. Potrivit Departamentului de Istorie al Armatei Italiene, pierderile militare italiene au fost următoarele: 4.678 de morți, 36.072 de dispăruți, 32.500 răniți și 116.681 prizonieri. O mare parte din dispăruți se presupune că au fost uciși și îngropați pe câmpul de luptă sau în locații necunoscute, în timp ce o altă parte, formată probabil din soldați localnici, au dezertat și s-au întors la casele lor. În 2007, Mitcham și Von Stauffenberg au estimat pierderile totale italiene la 147.000. Un studiu canadian anterior al invaziei Aliaților estima numărul total de italieni și germani luați prizonieri în Sicilia la aproximativ 100.000.
După capturarea aerodromului Biscari pe 14 iulie, soldații americani din Regimentul 180 Cavalerie al Diviziei 45 au ucis 74 de prizonieri de război italieni și 2 germani în două masacre organizate la aerodromul Biscari în iulie–august 1943. Sergentul Horace T. West și căpitanul John T. Compton au fost acuzați de crime de război; West a fost condamnat la închisoare pe viață și degradat, dar a fost readus în serviciul activ în noiembrie 1944 ca simplu soldat și a fost lăsat la vatră la sfârșitul războiului. Compton a fost acuzat de uciderea a 40 de prizonieri aflați în grija sa, dar a fost achitat și transferat la un alt regiment, unde a murit un an mai târziu în luptele din Italia.